# Jardines de Dessau-Wörlitz
Los jardines de Dessau-Wörlitz (en alemán: Dessau-Wörlitzer Gartenreich), también conocidos como las tierras inglesas de Wörlitz, son el mayor jardín inglés de Alemania y de la Europa continental. Situados a orillas del río Elba, en la ciudad de Dessau, en los distritos de Anhalt-Zerbst y Bitterfeld, en el estado federado de Sajonia-Anhalt.
Fueron creados a finales del siglo XVIII bajo la regencia del duque Leopoldo III Federico Francisco de Anhalt-Dessau (1740-1817), a su vuelta del Grand Tour a Italia, los Países Bajos, Inglaterra, Francia y Suiza, que había hecho junto con su amigo el arquitecto Friedrich Wilhelm von Erdmannsdorff. Ambos, fuertemente influidos por los ideales de la Ilustración, pretendían superar el concepto de jardín formal de la época barroca en favor de un paisaje naturalista como el que habían visto en los jardines de Stourhead y Ermenonville. Desde el año 2000, el paisaje cultural de Dessau-Wörlitz está considerado Patrimonio de la Humanidad por la Unesco, por su riqueza de agua y diversidad, abarcando un área protegida de 14.500 ha dentro de la Reserva de la Biosfera del Elba Medio.

## Oranienbaum

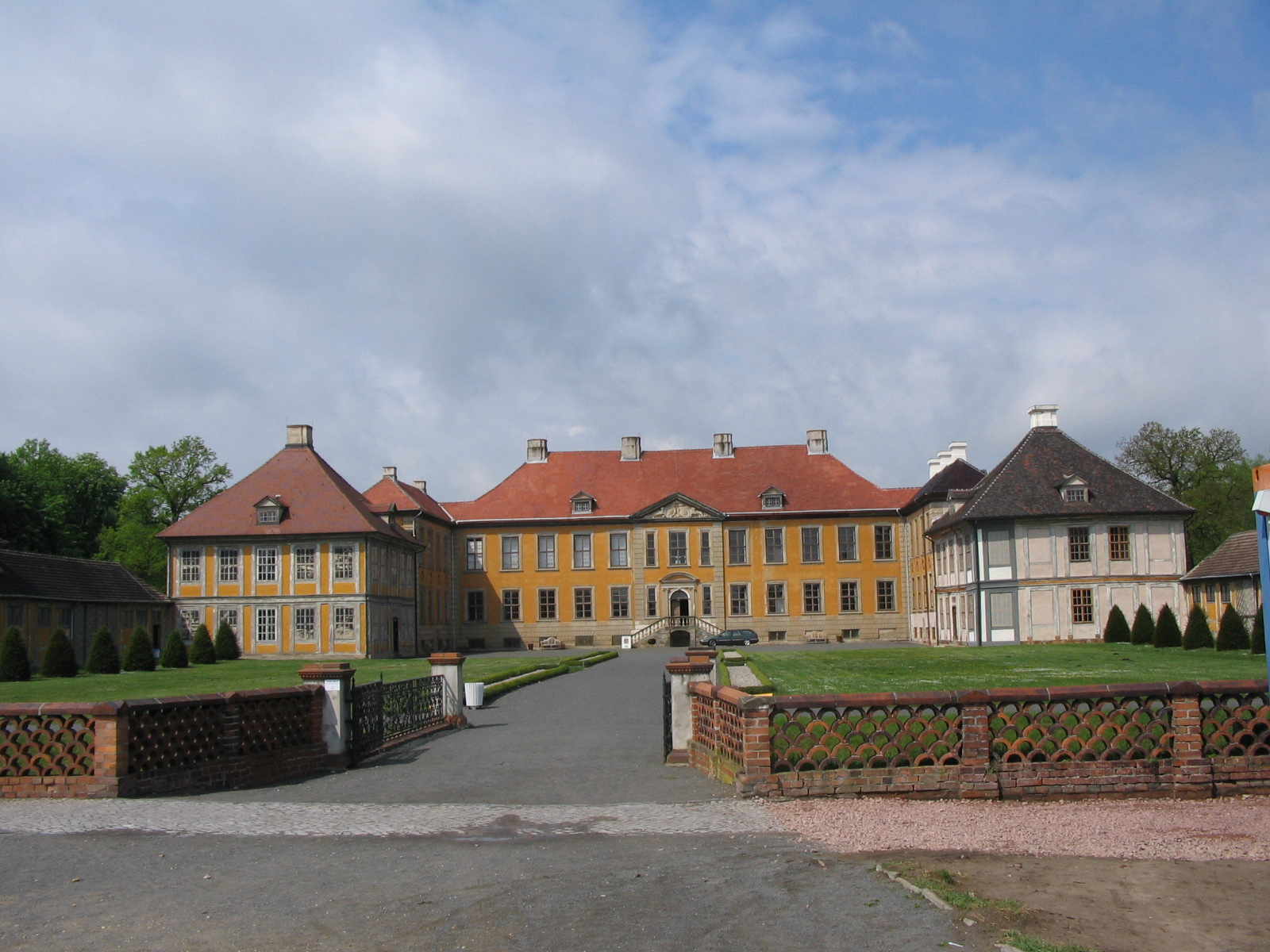
Palacio de Oranienbaum.

Los jardines tienen su origen en el siglo XVII, cuando el matrimonio del bisabuelo de Leopoldo, el príncipe Juan Jorge II de Anhalt-Dessau con la princesa holandesa Enrieta Catalina, hija del príncipe Federico Enrique de Orange (en neerlandés, Oranje), trajo en 1659 un equipo de ingenieros y arquitectos de los Países Bajos bajo la supervisión del arquitecto Cornelis Ryckwaert para diseñar la ciudad, el palacio y un jardín barroco en el anterior asentamiento de Nischwitz, rebautizado como Oranienbaum en 1673. La influencia holandesa fue dominante en el Principado de Anhalt-Dessau durante muchas décadas.
El palacio de Oranienbaum se acabó en 1683 como residencia de verano de Enriqueta Catalina, donde ella se retiró después de la muerte de su esposo en 1693. El rico amueblamiento incluye papel pintado de cuero, y un comedor equipado con baldosas de Delft. Desde 1780 en adelante, el duque Leopoldo III hizo que el palacio y el parque fueran reconstruidos en estilo chino, según las teorías de sir William Chambers, con varios puentes en arco, una casa de té y una pagoda. En 1811, se construyó la orangerie, de 175 metros de largo, una de las más grandes de Europa, que aún sirve para proteger una amplia colección de cítricos. El palacio de Oranienbaum, junto con el parque y la concepción de asentamiento geométrico, forma uno de los pocos diseños de las pocas ciudades barrocas holandesas originales en Alemania. La reina Beatriz de los Países Bajos, princesa de Orange-Nassau, inspeccionó las obras de restauración el 3 de marzo de 2004.

## Parque Wörlitz

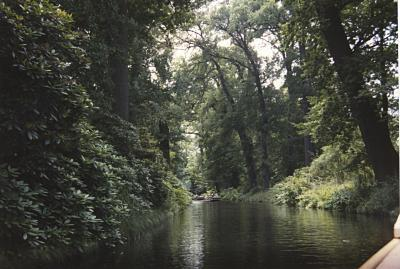
Vista desde una góndola sobre uno de los numerosos canales.

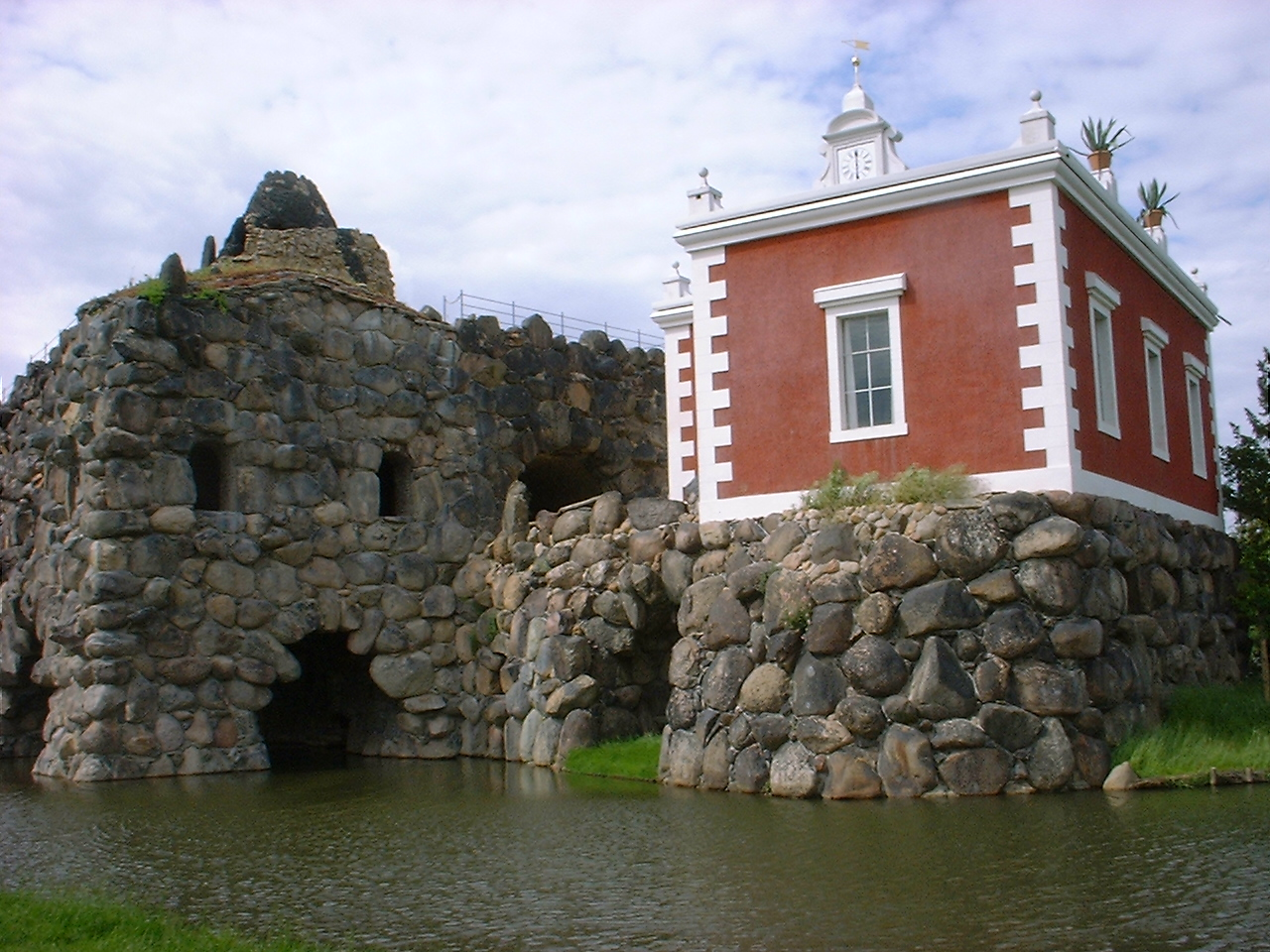
Vista de la isla de Stein y la villa Hamilton.

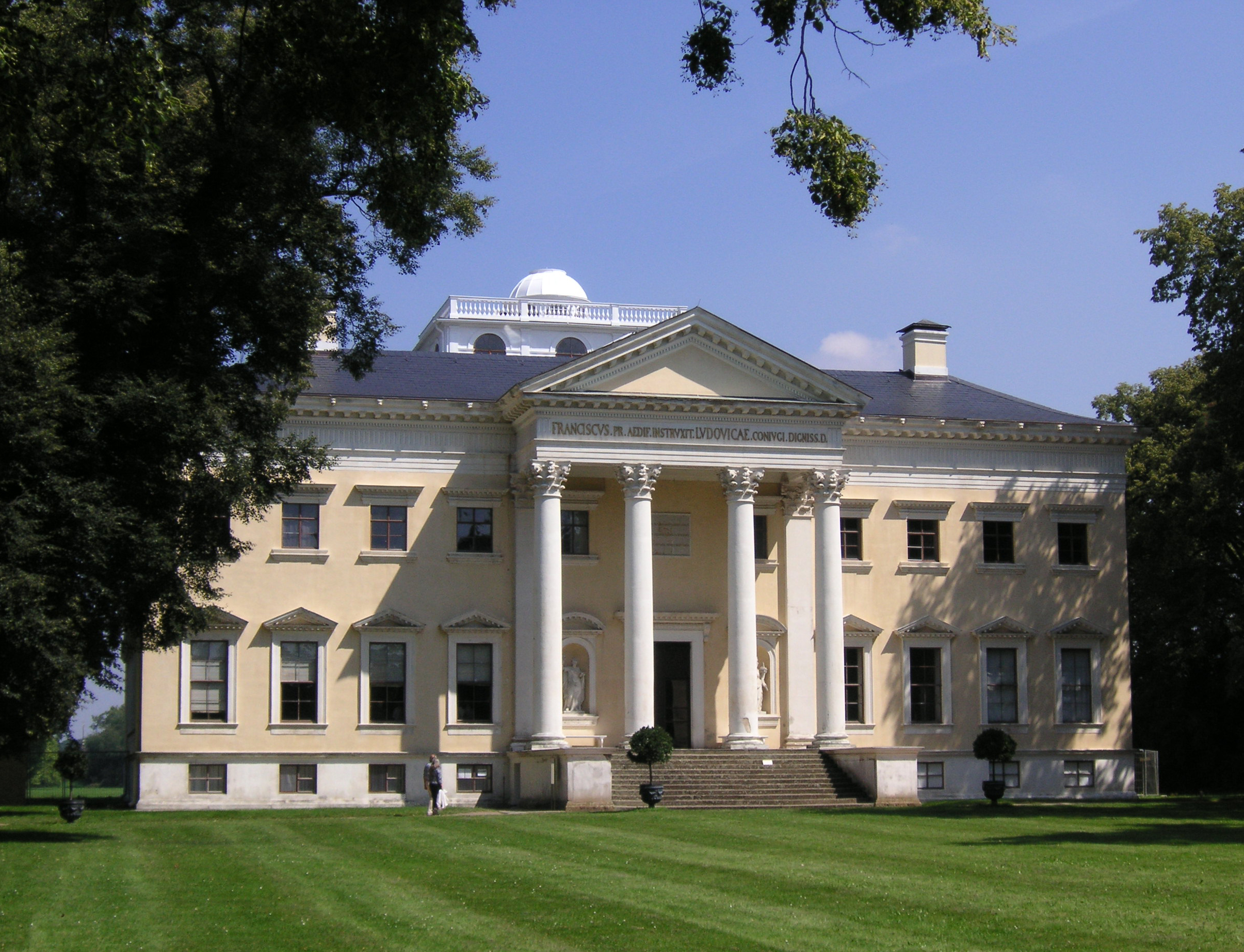
Palacio de Wörlitz.

El parque Wörlitz central queda junto a la pequeña ciudad de Wörlitz en un ramal del río Elba, lo que le hace rico en agua y diversidad. Fue diseñado entre 1769 y 1773 como uno de los primeros jardines ingleses del continente. Según los ideales del duque Leopoldo III, el parque serviría como una institución educativa en arquitectura, jardinería y agricultura, por lo tanto, grandes partes están abiertas al público desde el principio. La mayoría de los edificios fueron diseñados por Erdmannsdorff, mientras que los jardines fueron diseñados por Johann Friedrich Eyserbeck (1734-1818), un arquitecto de jardines que estaba en deuda con semejantes antecedentes británicos como Claremont, Stourhead y jardín de paisaje Stowe. Los jardines están protegidos de las inundaciones del río Elba en el norte por una presa que es también un paseo de circunvalación que ofrece numerosas vistas a lo largo de las líneas de vista del parque.
El palacio de Wörlitz acabado en 1773, residencia del duque Leopoldo y su esposa Luisa de Brandeburgo-Schwedt, fue el primer edificio neoclásico en lo que actualmente es Alemania. El palacio y su interior con valiosos gabinetes del estudio de Abraham y David Roentgen, así como una gran colección de porcelana de Wedgwood eran accesibles al público. Luisa tenía su casa privada en la adyacente Graues Haus (Casa Gris). En el borde oriental del jardín del palacio se encuentra una sinagoga construida en 1790 como una rotonda que sigue el modelo del Templo de Vesta en Roma. El edificio que expresaba la tolerancia religiosa de Leopoldo se salvó de la demolición en la «Noche de los cristales rotos» de 1938 por el guarda del parque, que por ello perdió su empleo. La iglesia neogótica de San Pedro, en el oeste, con su aguja de 66 metros de alto, se acabó en 1809.
La filosofía de Jean-Jacques Rousseau y la estética de Johann Joachim Winckelmann subyace al diseño del parque. Rousseau vio en la agricultura la base de la vida cotidiana y señaló las funciones educativas del paisaje natural. De manera nada sorprendente, el paisaje más elegante de la zona es la Isla de Rousseau en el Jardín de Neumark, que pretende imitar la isla del Parque de Ermenonville donde fue enterrado el filósofo.
El lago de Wörlitz presentaba una isla en lo alto que era un modelo del monte Vesubio. El duque organizaría fuegos artificiales que parecerían salir de un volcán en erupción para entretener a sus huéspedes. Al pie de la montaña en la isla había un edificio que pretendía sugerir la casa de William Hamilton en Pompeya, donde hizo su famoso trabajo arqueológico.
Estructuras menores del reino de los jardines, que abarca más de 25 kilómetros, tuvo ramificaciones que llegaron lejos en la arquitectura de Europa central. La «Casa gótica», comenzada por Erdmannsdorff en 1774, que tomaba como modelo la villa de Horace Walpole en Strawberry Hill, fue una de las primeras estructuras neogóticas en el continente. El parque también presenta réplicas de templos romanos, incluyendo el Panteón construido en 1795. En los primeros años del siglo siguiente, el paisaje se enriqueció con las iglesias neogóticas en los pueblos vecinos de Riesigk (1800) y Vockerode (1811).
Los terrenos, que habían sido divididos en cuatro partes desde la construcción de una línea de ferrocarril y la Bundesautobahn 9 en los años treinta, fueron nombrados Patrimonio de la Humanidad por la Unesco en el año 2000. El ICOMOS, sin embargo, observó que «la estructura total del paisaje ha experimentado mucho deterioro» . Actualmente, una carretera principal pasa a sólo unos metros de la isla de Rousseau.

## Otros

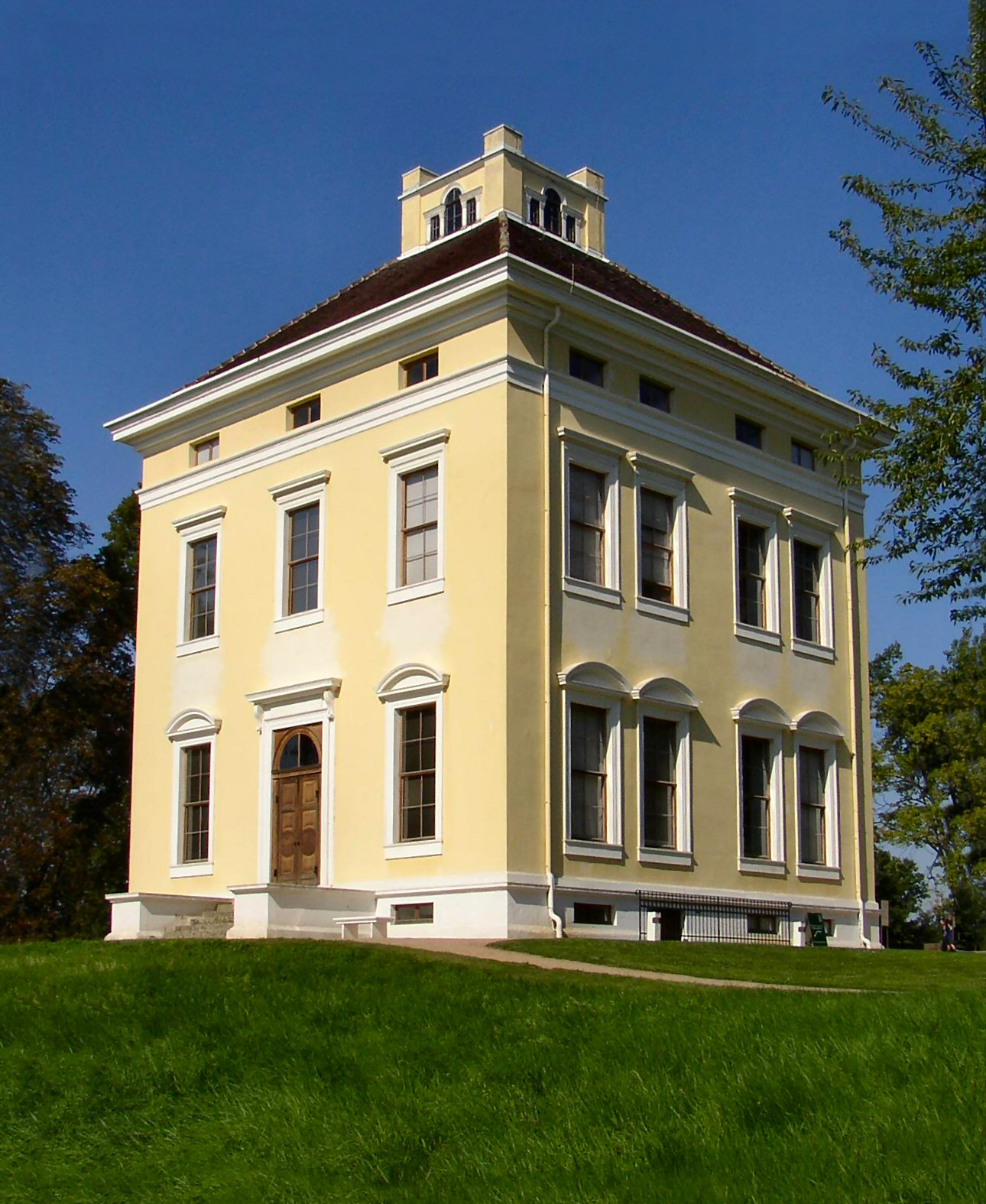
Palacio Luisium.

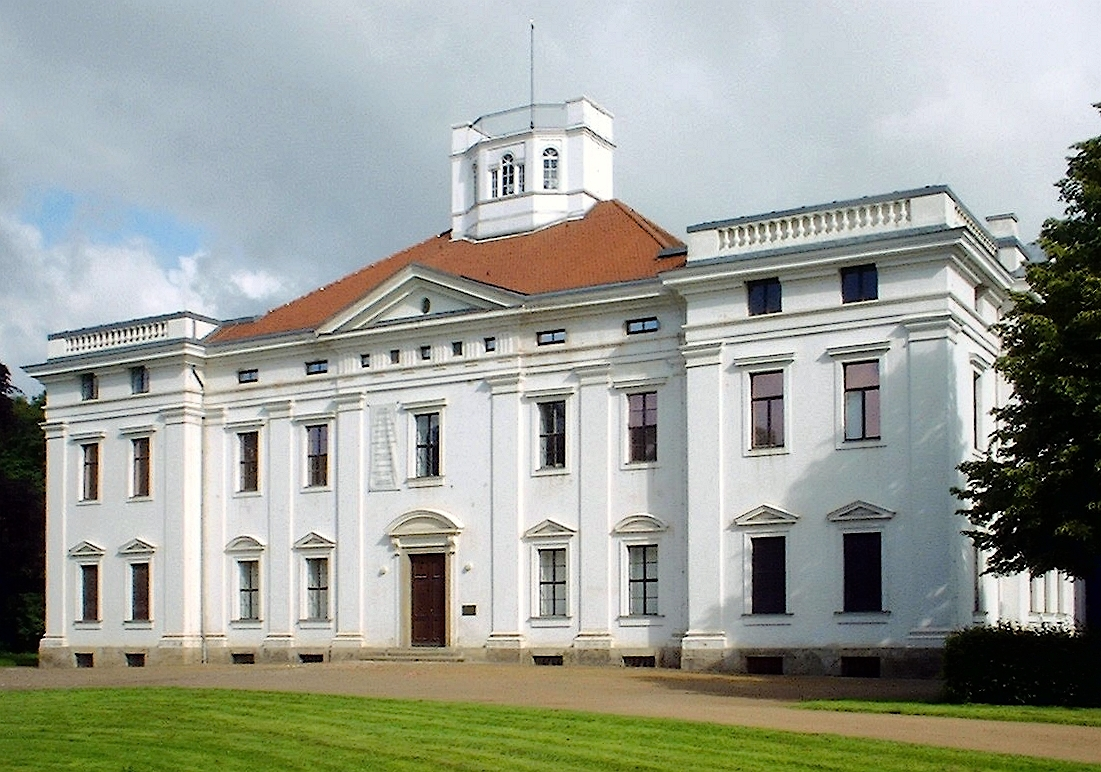
Palacio Georgium.

Otras estructuras del reino de los jardines son el Palacio Luisium, ubicado en el distrito Waldersee de Dessau, que fue un regalo del duque Leopoldo III a su esposa Luisa. Se construyó a partir de 1774 en un sencillo estilo neoclásica como casa de campo según planos de Erdmannsdorff con los jardines adyacentes, pastos y una caballeriza. leopoldo falleció en el castillo el 9 de agosto de 1817 a consecuencia de un accidente hípico.
Juan Jorge (1748-1811), un hermano más joven del duque Leopoldo III, hizo que se construyera el Palacio Georgium a partir de 1780 por Erdmannsdorff. Ubicado en un bosque ripícola al norte de Dessau, el palacio ofrece un jardín inglés con varios monumentos. Actualmente el Georgium alberga la colección Anhalt de arte, incluyendo obras de Alberto Durero, especialmente una lámina del viejo maestro de su Melancolía I, y de Lucas Cranach el Viejo.
El Palacio Mosigkau en el oeste de Dessau es uno de los pocos palacios rococó en Alemania central, recordando a Sanssouci en Potsdam, que había sido diseñado por Georg Wenzeslaus von Knobelsdorff. Se construyó entre 1752 y 1757 para Ana Guillermina de Anhalt-Dessau, la hija del príncipe Leopoldo I. El conjunto incluye una orangerie y una colección de arte de pintura barroca flamenca, que proviene de la unión del duque Juan Jorge II con la Casa de Orange-Nassau, que ofrece obras de Pedro Pablo Rubens y Antoon van Dyck.
El Palacio Großkühnau marca el límite occidental del reino de los jardines. Se construyó en 1780 para Alberto de Anhalt-Dessau, un hermano menor del duque Leopoldo III, en el lago Kühnau. El parque incluye varias islas artificiales, un huerto de frutales y un viñedo. Hoy el palacio es sede del Kulturstiftung Dessau-Wörlitz, la fundación que gestiona el parque. Más allá el reino de los jardines abarca la casa del guarda de Leiner Berg, construida en 1830, actualmente un restaurante cerca de la senda ciclable del Elba, y el parque forestal Sieglitzer Berg diseñado en 1777.